# Ross Bank
Ross Bank är en sandbank i Antarktis. Den ligger i havet utanför Östantarktis. Nya Zeeland gör anspråk på området.